# Anno (Agboville)
Pour les articles homonymes, voir Anno.
Anno est une localité située dans le Sud de la Côte d'Ivoire, et appartenant au département d'Agboville, dans la Région de l'Agnéby.
La localité d'Anno est un chef-lieu de commune. Le périmètre de la commune d’Anno englobe dans ses limites, le seul village d’Anno ainsi que les campements qui lui sont rattachés.